# Національний парк Схініас-Марафон
Національний парк Схініас-Марафон (грец. Εθνικό Πάρκο Σχινιά Μαραθώνα) — грецький національний парк, розташований в Аттиці на відстані 40 км від Афін на Марафонській рівнині. Це найбільша екосистема Аттики із заболоченим узбережжям, що викликає виняткову зацікавленість як ландшафт, заснований на тонкому балансі води. Площа парку становить 13,84 км² з урахуванням морської території, включає в себе сосновий ліс, велике болото, півострів і заболочене узбережжя (раніше там знаходилася база ВМС США Като-Сулі).

## Загальна характеристика
Національний парк має величезне природне і економічне значення: щорічно сюди приїжджають туристи, які відпочивають на узбережжі і займаються плаванням, а також спостерігають за птахами і пейзажем. Історично парк пов'язаний з містом Марафон, де відбувалася Марафонська битва (одна з ключових подій греко-перських війн). На полі битви зараз знаходиться болото. Географічний об'єкт належить до парків IV категорії за версією Міжнародний союз охорони природи (МСОП).

## Структура
У 2000 році президентом Греції був виданий наказ 22-6/3-7-2007 про включення приморської зони і земель Схінії до складу Національного парку, а також про поділ парку на наступні території:
- Зона Α1. Зона збереження водно-болотних угідь;
- Зона Α2. Горбистий регіон півострова Кюносойрас — гора Драконерас (природоохоронна зона);
- Зона Α3. Зона соснових лісів Алеппо (природоохоронна зона);
- Зона Α4. Зона джерел Макаріас (природоохоронна зона);
- Зона Α5. Морська зона Марафонської затоки;
- Зона Β1. Зона екологічної освіти;
- Зона Β2. Рекреативна та туристична зона;
- Зона Β3. Місце для купання в бухті;
- Зона C. Контрольована зона для ведення сільського господарства.

Законом № 3044/2002 заснований інститут управління Національним парком Схініас-Марафон.

## Проблеми парку
- Ліси постійно знаходяться під загрозою пожеж. У 2004 році була встановлена автоматична протипожежна система, але вона не функціонує[3]. Також фіксуються випадки браконьєрства.
- Вплив туристичного втручання у зонах A3 і B3 часто є порушенням законодавства на території парку. Так, в області є невеликий житловий комплекс, який був закритий після утворення національного парку, власники земельних ділянок були обурені такими діями. Також фіксуються випадки самовільного будівництва.
- Напередодні Олімпіади 2004 року для олімпійського центру з веслування на каноє та байдарках спеціально проводився водозабір з парку, що призвело до осушення болота на довгий час[4].